# Fagradalsfjall
Fagradalsfjall (islandsk: [ˈfaɣraˌtalsˌfjatl̥]?) er en islandsk vulkan dannet i den sidste istid på Reykjanes-halvøen, omkring 40 kilometer fra Reykjavík. Fagradalsfjall er også navnet på det bredere vulkanske system, der dækker et område 5 kilometer bredt og 16 kilometer langt mellem Svartsengi- og Krýsuvík-systemerne. Den højeste top i dette område er Langhóll ([ˈlauŋkˌhoutl̥]?) på 385 m. En sprækkeåbning i Geldingadalir syd for Fagradalsfjall-bjerget den 19. marts 2021 blev det første vulkanudbrud på Reykjanes-halvøen i 815 år. 2. august 2022 startede der igen udbrud fra vulkanen.

## Flystyrt
Den 3. maj 1943 blev generalløjtnant Frank Maxwell Andrews, en højtstående officer i den amerikanske hær, en af grundlæggerne af hærens luftstyrker som senere blev til United States Air Force og leder af de amerikanske styrker i Europa i anden verdenskrig, dræbt sammen med 14 andre, da deres B-24-bombefly Hot Stuff styrtede ned på bjergsiden.

## Billeder
- Geldingadalir-udbruddet ved Fagradalsfjall 24. marts 2021
- Folk på Fagradalsfjall ser på Geldingadalir-udbruddet 24. marts 2021
- Video af udbruddet filmet fra en helikopter, fra 25. marts 2021
- Bjærgning af vraget af Hot Stuff efter styrtet i 1943